# Монитор транзакций
Монитор телеобработки (также Монитор обработки транзакций или Монитор транзакций) — управляющая программа, которая отслеживает передачу данных между несколькими локальными и удаленными терминалами, чтобы гарантировать, что транзакция обрабатывается полностью, или, в случае возникновения ошибки, предпринять необходимые  действия по восстановлению работы или откату системы.
Этот термин часто используется в глобальных сетях на базе мейнфреймов, где мониторы транзакций управляют передачей данных между несколькими клиентами, отправляющими запросы на сервер. Мониторы TP будут беспрепятственно контролировать и управлять данными на доступных серверах, обнаруживая сбои оборудования и переключаясь на другой сервер.
Первоначально мониторы транзакций разрабатывались с ориентацией на использование классических терминалов на клиентской стороне.
Мониторы телеобработки изначально разрабатывались для того, чтобы несколько клиентов могли подключаться к одному серверу. Однако они превратились в то, что сейчас известно как мониторы обработки транзакций (TPM). Монитор обработки транзакций разбивает обращения к данным на транзакции и обеспечивает обновление всех баз данных за одну транзакцию. Это удобно при бронировании авиабилетов, аренде автомобилей, размещении в отелях, транзакциях через банкоматы или в других местах с большими объемами транзакций. Мониторы транзакций гарантируют, что транзакции не будут потеряны или уничтожены. 
Иногда мониторы транзакций называют промежуточным программным обеспечением, потому что клиент отправляет данные для запроса или обработки в базу данных сервера, а затем они отправляются обратно на пользовательский терминал, но, при этом, запрос проходит через дополнительный этап обработки в мониторе транзакций. 
Такое обращение может быть выполнено удаленно и несколькими пользователями одновременно. Мониторы TP легко масштабируются, что позволяет увеличить количество пользователей и обрабатываемых данных.
Дополнительно к основной функции, на мониторы транзакций могут возлагаться такие задачи как балансировка нагрузки, авторизация, планирование запуска задач пакетной обработки транзакций.
Примеры мониторов транзакций включают:
- CICS (Система управления информацией о клиентах) для мэйнфреймов IBM, представленную в июле 1969 года, которая может обрабатывать тысячи транзакций в секунду;
- IBM Information Management System (IMS, точнее, её компонент IMS TM, также известный как IMS DC[4]);
- ACMS (система управления приложениями) для OpenVMS;
- UNIVAC TIP;
- Transarc Encina
- Oracle Tuxedo